# ريتراي
ريتراي أو إعادة المحاولة (بالإنجليزية: Retry)‏ ، هي لعبة فيديو إلكترونية من نوع مغامرات، صدرت اللعبة في أماكن محددة في فنلندا وكندا وبولندا شهر مايو عام 2014م، وهي لعبة أشبه بلعبة فلابي بيرد  ، ثم صدرت دولياً عن طريق نظام أندرويد بتاريخ 22 أكتوبر 2014م.

## مهمة اللعبة
تهدف اللعبة هي عبارة عن إرسال طائرة واحدة للسفر من قاعدة انطلاق الطيران بالمطار الصغير إلى مطار آخر، وتتعرض بطل اللعبة «الطيار» لعرقلة كالانحناء الإجباري وتقلب الأجواء الهوائية.